# Observatorio Fiscal de América Latina y el Caribe
El Observatorio Fiscal de Latinoamérica y el Caribe (OFILAC) es una iniciativa de las Naciones Unidas Comisión Económica para Latinoamérica y el Caribe para contribuir a mejorar política fiscal a través de la diseminación de estudios y debate.